# Garris (Pyrénées-Atlantiques)
Garris település Franciaországban, Pyrénées-Atlantiques megyében. Lakosainak száma 317 fő (2022. január 1.). Garris Amendeuix-Oneix és Luxe-Sumberraute községekkel határos.

## Népesség
A település népességének változása:
| Lakosok száma | 309  | 294  | 282  | 281  | 281  | 293  | 305  | 317  |
|               | 2013 | 2015 | 2017 | 2018 | 2019 | 2020 | 2021 | 2022 |